# Cidaphus areolatus
Cidaphus areolatus är en stekelart som först beskrevs av Heinrich Boie 1850.  Cidaphus areolatus ingår i släktet Cidaphus och familjen brokparasitsteklar. Inga underarter finns listade i Catalogue of Life.